# Scooby-Doo! Return to Zombie Island
Scooby-Doo! Return to Zombie Island (no Brasil, Scooby-Doo! De Volta à Ilha dos Zumbis) é um filme de animação de comédia e mistério sobrenatural. É uma sequência direta do primeiro filme da franquia de Scooby-Doo diretamente em vídeo.

## Enredo
Alguns meses se passaram desde os eventos do último filme, e Fred ainda está deprimido por ter vendido a Máquina de Mistério. Um programa de TV apresentado por Elvira anuncia que Salsicha ganhou uma viagem a um paraíso tropical em uma ilha e pode levar seus amigos junto. Devido às suas experiências anteriores e ao xerife forçar a turma a se aposentar da solução de mistérios, Salsicha e Scooby-Doo fazem a turma prometer que não vão resolver mais nenhum mistério e vão realmente relaxar nestas férias.
Enquanto a turma navega em direção à ilha, eles percebem que os arredores são mais parecidos com um pântano do que um paraíso tropical. O capitão conta que zumbis habitam a ilha em que eles estão indo, o que os lembra da última vez, anos atrás, quando visitaram uma ilha com zumbis. Duas pessoas os cumprimentam fora do barco, mas os avisam para irem embora. Uma misteriosa criatura felina corta uma das palmeiras, que quase esmaga a van que os leva para o hotel. A turma continuamente nota coisas estranhas, como marcas de garras em um dos pneus, mas devido à sua promessa, recusam-se a investigar, determinados a relaxar. No entanto, o hotel, chamado de "Resort da Ilha Moonstar", é estranhamente semelhante a "Ilha Moonscar" com os zumbis, e o hotel em si se parece exatamente com a casa de campo em que eles se hospedaram.
Eles conhecem o gerente do hotel, Alan Smithee, e outros funcionários que se parecem com as pessoas que conheceram na Ilha Moonscar. Scooby e Salsicha mais tarde são atacados por zumbis e se escondem em um armário na cozinha. No armário, eles acidentalmente pressionam um botão, fazendo com que caiam em uma caverna abaixo da casa. Naquela noite, zumbis começam a atacar o hotel. Scooby e Salsicha finalmente dão ao resto da turma permissão para resolver mistérios novamente. Depois de capturar os zumbis, revelados serem os outros funcionários do hotel, Velma afirma que a ilha é de fato a Ilha Moonscar e que eles foram atraídos para lá para gravar um filme. Alan é na verdade um diretor de cinema famoso, e os funcionários do hotel são atores. Alan havia atraído a turma de volta com a competição que Salsicha venceu para recriar um filme semelhante à verdadeira aventura zumbi da gangue. A turma concorda em continuar fazendo o filme por diversão. Eles também descobrem uma versão atualizada da Máquina de Mistério, conduzida pelo dublê de Fred.
Alan revela que tem o pingente de Simone, que ele encontrou na ilha. Vários gatos da ilha e três criaturas felinas os atacam. Eles tentam escapar de balsa, mas Alan a queima em um momento de loucura, afirmando que eles devem terminar o filme primeiro. Eles entram na Máquina de Mistério e Fred afugenta as criaturas, até mesmo saltando sobre um rio. As criaturas felinas tentam pegar o pingente de Simone, fazendo com que Velma suspeite que eles estão atrás do tesouro do pirata Morgan Moonscar. Eles atraem as três criaturas felinas para dentro da caverna com uma armadilha, o que acaba revelando ser o capitão da balsa e as duas pessoas que os saudaram na entrada da ilha; eles realmente estavam procurando o tesouro de Moonscar. No entanto, a identidade da quarta criatura felina, responsável por cortar a árvore que quase os atingiu, permanece um mistério, fazendo com que Alan suspeite que essa criatura seja real.
Velma, que está obcecada em criar uma explicação racional para o que aconteceu na ilha da última vez, conclui que as criaturas felinas sempre foram falsas e os zumbis eram uma alucinação causada pelo gás do pântano. Fred e Daphne hesitam em acreditar nessa teoria, já que decapitaram um zumbi da última vez, o que provou que era real. No entanto, eles decidem deixar Velma ter seu momento.
Quando as autoridades chegam para prender o capitão da balsa e seus cúmplices, o xerife pergunta por que eles estão resolvendo mistérios novamente. A turma faz um apelo apaixonado, dizendo que esta é sua verdadeira vocação na vida, fazendo com que o xerife permita que a Mistério S.A. volte aos negócios mais uma vez.